# Koyanagi the Covers PRODUCT 1
『Koyanagi the Covers PRODUCT 1』（コヤナギ・ザ・カヴァーズ・プロダクト・ワン）は、小柳ゆき初のカバー・アルバム。2000年5月24日発売。発売元はワーナーミュージックジャパン/DREAM MACHINE。

## 解説
- 洋楽のカバーアルバム史上初のオリコンチャート1位を獲得。
- 小柳ゆき初のアルバム1位。

## 収録曲
1. 空が落ちてくる (I Feel The Earth Move) 
  - 作詞・作曲：C.キング　編曲：高木茂治
2. Without You 
  - 作詞・作曲：ピート・ハム/トム・エヴァンズ　編曲：斉藤仁
3. WHO'S CRYING NOW 
  - 作詞・作曲：S.ペリー/J.カイン　編曲：斉藤仁
4. MacAthur Park
  - 作詞・作曲：ジミー・ウェブ　編曲：原一博
  - 後に22ndシングルとしてシングルカット。
5. CRY ME A RIVER 
  - 作詞・作曲：アーサー・ハミルトン　編曲：原一博
6. JUST ONE LOOK
  - 作詞・作曲：G.キャロル/D.ペイン　編曲：高木茂治
7. 明日に架ける橋 (Bridge Over Troubled Water)
  - 作詞・作曲：ポール・サイモン　編曲：原一博
8. MANDY 
  - 作詞・作曲：S.イングリッシュ/R.カー　編曲：斉藤仁
9. Shinin' day -ICE Version-
  - 作詞・作曲：中崎英也　編曲：宮内和之
10. I Don't wanna be crazy -H.N. Version-
  - 作詞・作曲・編曲：中崎英也
11. あなたのキスを数えましょう -Orchestral Version-
  - 作詞：高柳恋　作曲：中崎英也　編曲：和田薫